# Am Ohmberg
Am Ohmberg település Németországban, azon belül Türingiában. Lakosainak száma 3638 fő (2023. december 31.).

## Népesség
A település népességének változása:
| Lakosok száma | 3803 | 3785 | 3681 | 3641 | 3578 | 3626 | 3638 |
|               | 2015 | 2016 | 2017 | 2019 | 2021 | 2022 | 2023 |